# فاديا (شركة)
شركة فاديا هي شركة مختصة بتطوير وصناعة وتسويق أنظمة اختبار الدم لدعم التشخيص السريري ومراقبة الحساسية والربو وأمراض المناعة الذاتية.
يقع المقر الرئيسي في أوبسالا في السويد، وتمتلك ثرمو فشر ساينتفك الشركة منذ عام 2011.

## التاريخ
كانت الشركة في الأصل جزءا من فارماسيا وفرعا مختصا بالمنتجات التشخيصية. أعيد تسمية فاديا في عام 2006.
يعود تأسيس الشركة إلى أواسط عقد الستينات من القرن العشرين، حيث قام 3 علماء في مستشفى جامعة أوبسالا (وهو ليف فيده ورولف أكسن ويركر بورات) بعرض فكرتهم لاستخدام سيفادكس (بالإنجليزية: Sephadex)‏ في اختبارات التشخيص المناعي.
وفي عام 1970، أطلقت فارماسيا فاديباس، وهو اختبار لإنزيم ألفا-أميلاز.
وفي عام 1967، اكتشف فريقي أبحاث منفصلين الغلوبولين المناعي هـ بواسطة تيروكو وكيميشيغي إيشيزاكا في الولايات المتحدة وغونار يوهانسن وهانس بينيتش في مستشفى جامعة أوبسالا.
العلاقة بين الغلوبولين المناعي هـ والحساسية أدت إلى تطوير اختبارات تجارية للحساسية ومن أبرزها اختبار راست (بالإنجليزية: RAST test)‏.
ومن الاختبارات الأخرى المتعلقة بالغلوبولين المناعي هـ نظام اختبار أميونوكاب (بالإنجليزية: ImmunoCAP testing system)‏.

## روابط خارجية
- الموقع الرسمي
- موقع اختبار أميونوكاب